# Kate Field

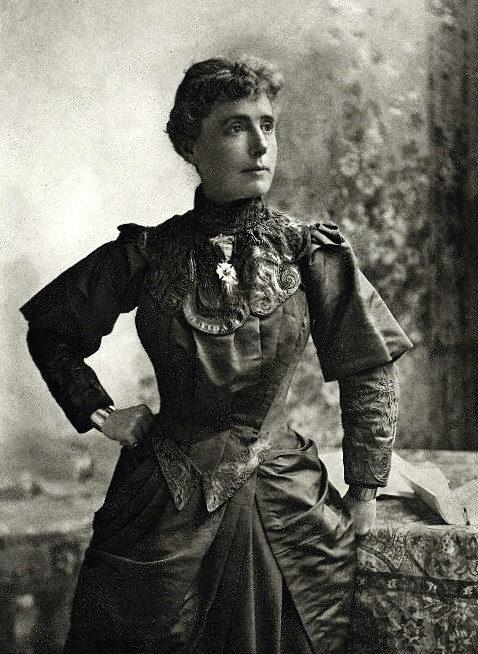
Kate Field (undatiert)

Kate Field (* 1. Oktober 1838 in St. Louis, Missouri, als Mary Katherine Keemle Field; † 19. Mai 1896 in Honolulu, Republik Hawaii) war eine US-amerikanische Journalistin, Publizistin und Dramatikerin.

## Leben
Kate Field wurde 1838 in St. Louis als Tochter des Dramatikers und Journalisten Joseph M. Field und der Schauspielerin Eliza Riddle geboren. Als 16-Jährige wurde sie von ihren Eltern zu ihrer Tante nach Boston geschickt, die dort mit einem reichen Baumwollunternehmer mit Plantagen in den Südstaaten verheiratet war. Ihr Onkel finanzierte ihr eine  Ausbildung am Lasell Seminary in Auburndale, Massachusetts. Nach dem Tod ihres Vaters zwei Jahre später übernahm ihr Onkel auch die Vormundschaft über Field. Gemeinsam mit ihrer Tante und ihrem Onkel reiste sie wenig später für zwei Jahre nach Florenz, wo sie unter anderem den Schriftsteller Anthony Trollope kennenlernte. Als im Sezessionskrieg Field die Nordstaaten unterstützte, obwohl ihr Onkel und Pflegevater Baumwollplantagen in den Südstaaten besaß, wurde Field von ihren Pflegeeltern enterbt und fand im Journalismus eine nützliche Einkommensquelle, durch die sie finanziell unabhängig werden konnte.
Bereits während ihrer Zeit in Italien hatte Field als Auslandskorrespondentin unter anderem Artikel für den Boston Courier, den Boston Transcript und den New Orleans Picayune verfasst. Von 1863 bis 1867 schrieb sie regelmäßig für den Springfield Republican aus Springfield, von 1866 bis 1889 als freie Mitarbeiterin für den New York Tribune, wenngleich diese Zusammenarbeit ab 1874 nach einem Streit mit Whitelaw Reid nur noch unregelmäßiger Natur war. Ferner war sie die erste Frau, die im Atlantic Monthly veröffentlichte. 1873 reiste sie als Reporterin für den New York Tribune nach England, um über den Besuch von Nāser ad-Din Schāh, dem Schah von Persien, bei der britischen Königin Victoria zu berichten. Auf dieser Reise hatte sie engen Kontakt mit Mark Twain, der für das Konkurrenzblatt New York Herald den Besuch des Schahs begleitete. Ironischerweise hatte Field zuvor aufgrund der schlechten Bezahlung beim Tribune damit geliebäugelt, selbst zum Herald zu wechseln. Von Spanien aus reiste Field auf eigene Faust weiter nach Spanien, wo sie Revolutionsführer Emilio Castelar interviewte. 1883/1884 lebte sie im Rahmen einer Recherche für den New York Tribune ein Jahr lang bei den Mormonen im heutigen Utah und wurde danach eine harsche Kritikerin der Religionsgemeinschaft.
Neben ihrer journalistischen Karriere verfasste Field mehrere Bücher darunter zwei humoristische Reisebücher (Hap-Hazard, 1873, und Ten Days in Spain, 1875), ein Buch zum Werk von Charles Dickens, zwei Biografien über die italienische Schauspielerin Adelaide Ristori und den französisch-englischen Schauspieler Charles Albert Fechter sowie ein Buch über den Spiritismus (Planchette’s Diary). Ferner verfasste sie mehrere Dramen und Komödien, die im anglo-amerikanischen Raum auch aufgeführt wurden. In manchen dieser Aufführungen spielte Field zudem selbst als Schauspielerin mit; ebenso hatte sie Auftritte in Theaterstücken anderer Dramatiker. Diese Auftritte aber waren in der Theaterkritik ein Reinfall. Versuche, sich als Unternehmerin im Textilgeschäft zu betätigen, scheiterten dagegen. Erfolgreicher waren einige Vortragsreisen, die sie durch Amerika unternahm und auf denen sie insbesondere zu Charles Dickens referierte. Zudem gehörte sie 1868 zu den Mitbegründerinnen des women’s club Sorosis, der als erster seiner Art Frauen einen Raum für intellektuelle Diskussionen und kulturelle Aktivitäten gab. Ferner gehörte sie zu den Mitbegründern der Columbia Historical Society in Washington, D.C., das heutige DC History Center.
1890 begründete Field ihr eigenes Magazin mit dem Titel Kate Field’s Washington, das auf die Oberschicht der US-Ostküste ausgerichtet war. Das Magazin erschien wöchentlich; jede Ausgabe umfasste 16 Seiten. Es enthielt Beiträge hauptsächlich zu politisch-gesellschaftlichen und kulturellen Themen, die Field ihrem eigenen Interesse nach auswählte. Unter anderem setzte sie so ihre Kampagne gegen den Mormonismus fort und attackierte Befürworter der Prohibition, während sie zur Suffragettenbewegung ein ambivalentes Verhältnis an den Tag legte. Als sich ihr Gesundheit Mitte der 1890er verschlechterte, musste sie im April 1895 ihr Magazin aufgeben. In Hoffnung auf ein gesundheitsförderndes Klima und Material für ein mögliches weiteres Reisebuch reiste sie danach ins damals unabhängige Hawaii, wo sie im Mai 1896 in Honolulu im Alter von 57 Jahren an einer Lungenentzündung verstarb. Zwei Jahre später veröffentlichte Lilian Whiting eine Biografie über Field (Kate Field: A Record). Fields persönlicher und dokumentarischer Nachlass ist heute weitgehend verschollen. Kate Field selbst geriet bald nach ihrem Tod weitgehend in Vergessenheit. 1996 gab Carolyn J. Moss eine Edition der noch erhalten gebliebenen Briefe Fields heraus, 2008 folgte eine Biografie Fields von Gary Scharnhorst.

## Veröffentlichungen (Auswahl)
Sachliteratur
- Adelaide Ristori: A Biography. John A. Gray & Green, New York 1867.
- als Hrsg.: Planchette’s Diary. J. S. Redfield, New York 1868.
- Pen Photographs of Charles Dickens’s Readings: Taken from Life. Loring, Boston 1868. Zweite, erweiterte Auflage James R. Osgood & Company, Boston 1871.
- Hap-Hazard. James R. Osgood & Company, Boston 1873.
- Ten Days in Spain. James R. Osgood & Company, Boston 1875.
- The History of Bell’s Telephone. Bradbury, Agnew & Co., London 1878.
- Charles Albert Fechter. James R. Osgood & Company, Boston 1882. (1882)
- The Drama of Glass. Libby Glass Co., Toledo 1894.

Dramen
- Extremes Meet: A Comedietta. S. French, London 1877.

Übersetzungen
- Mad on Purpose: A Comedy in Four Acts. Übersetzung eines Stückes von Giovanni Carlo Cosenza. J. A. Gray & Green, New York 1868.